# Quarterback titolari dei Kansas City Chiefs
Questi quarterback sono partiti come titolari per i Kansas City Chiefs della National Football League. Sono inseriti in ordine di data a partire dalla prima partenza come titolari nei Chiefs.

## Quarterback titolari
Lista di tutti i quarterback titolari dei Kansas City Chiefs. Il numero tra parentesi indica il numero di gare da titolare giocate nella stagione:

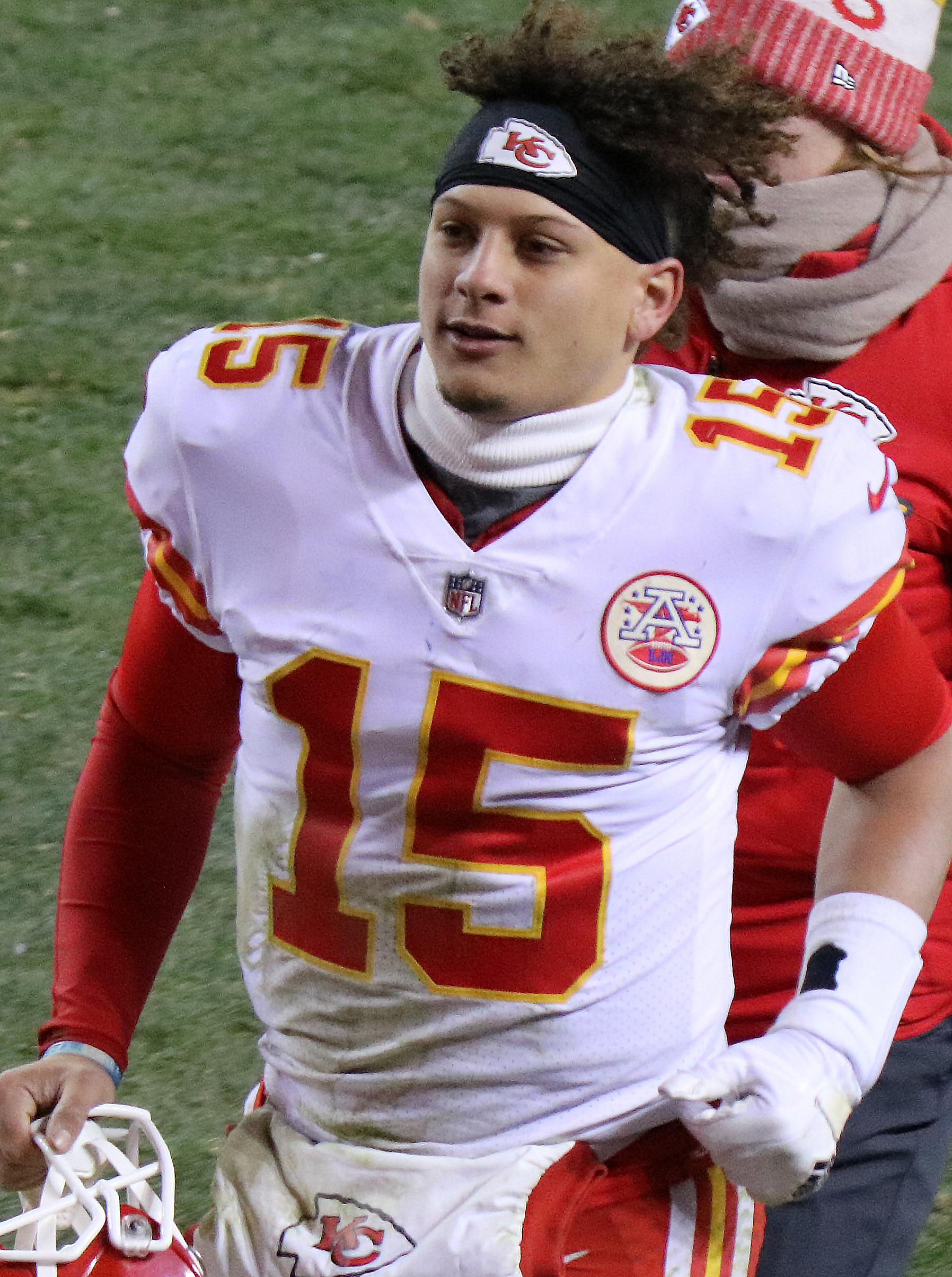
Patrick Mahomes, 2017-presente

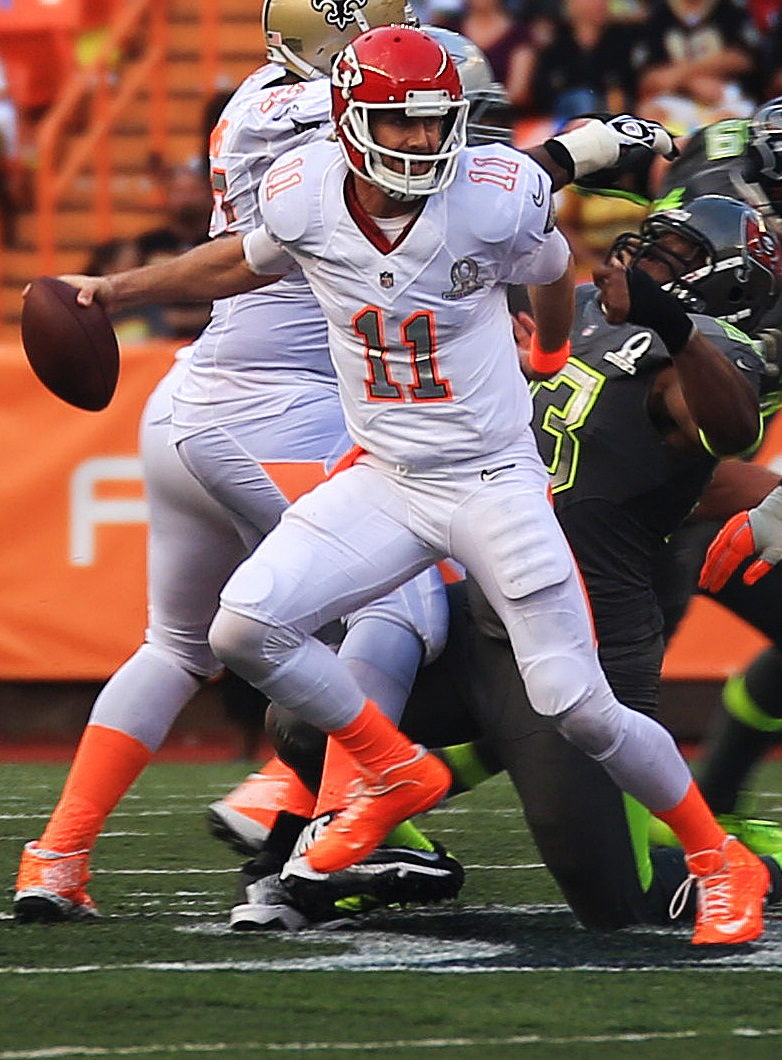
Alex Smith, 2013-2017

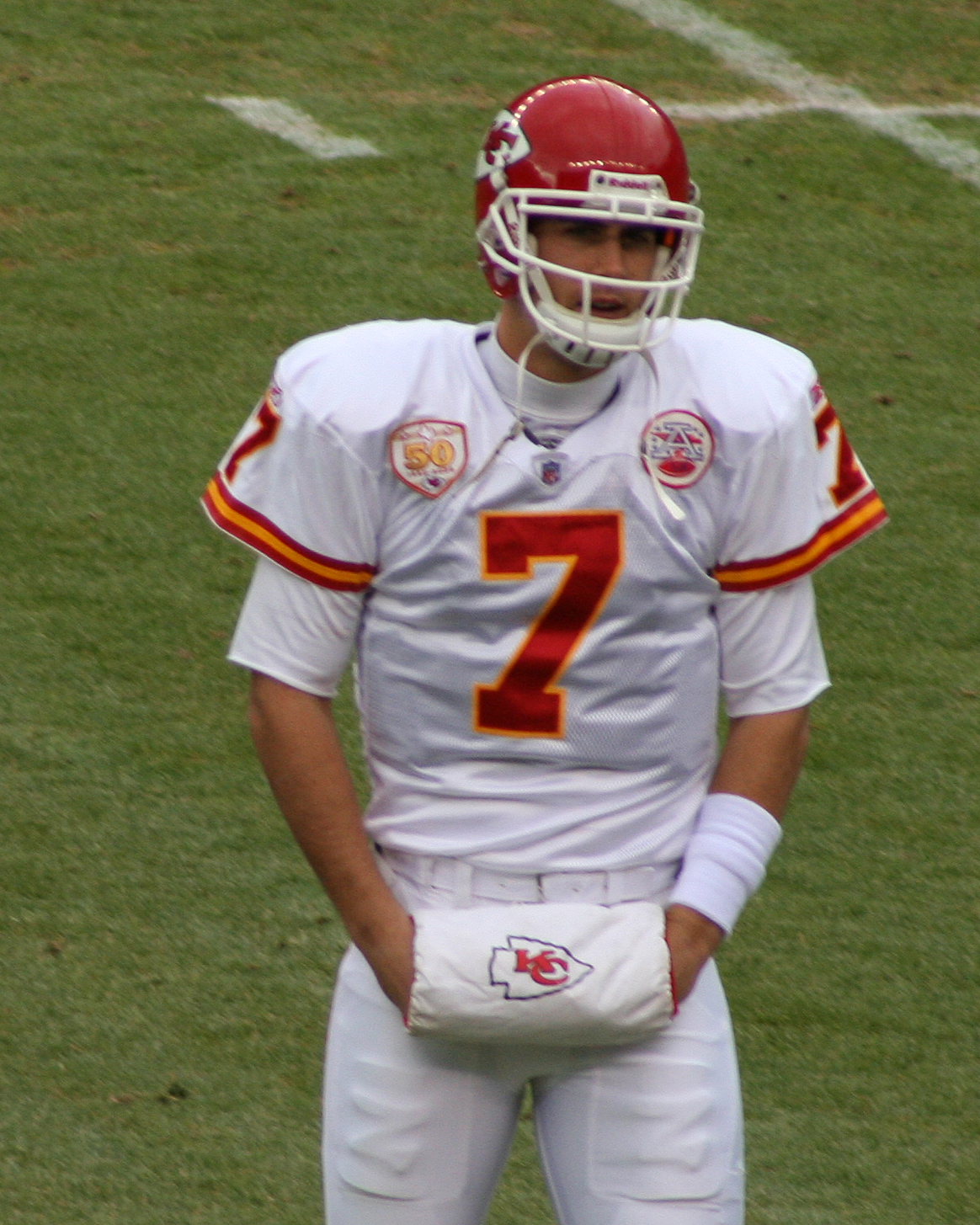
Matt Cassel, 2009-2012

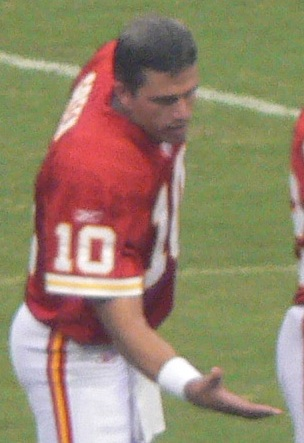
Trent Green, 2001-2006

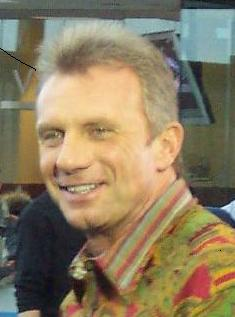
Joe Montana, 1993-1994

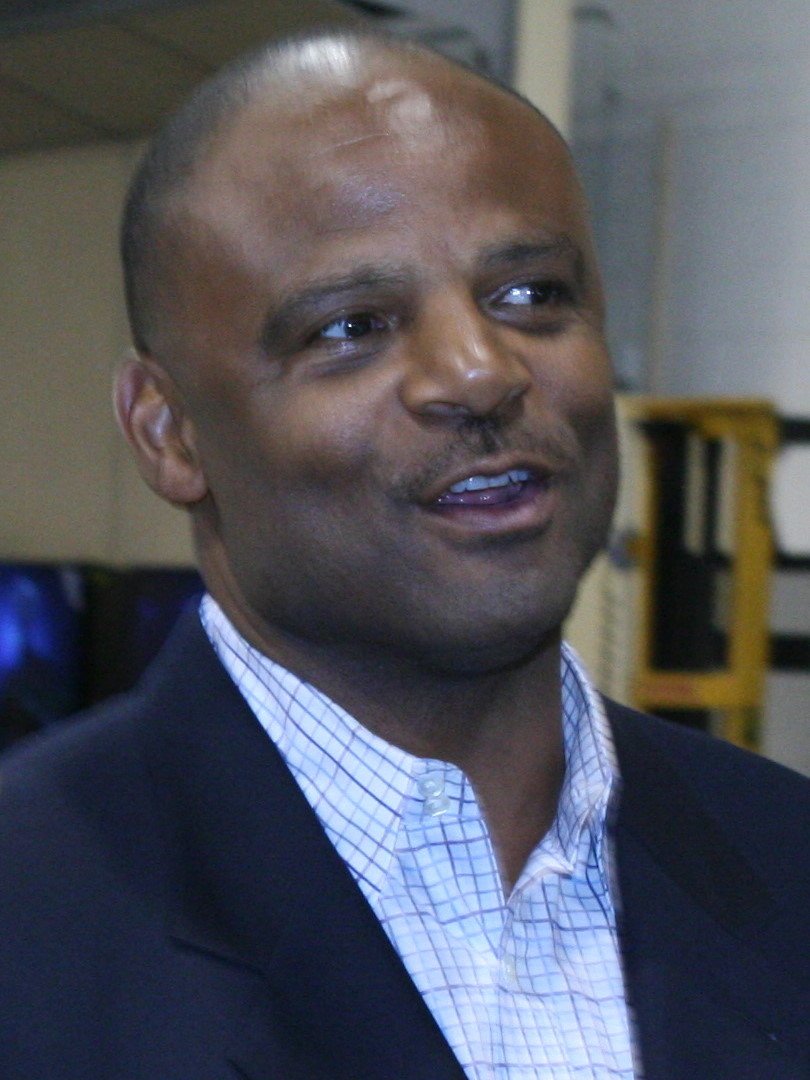
Warren Moon, 2000

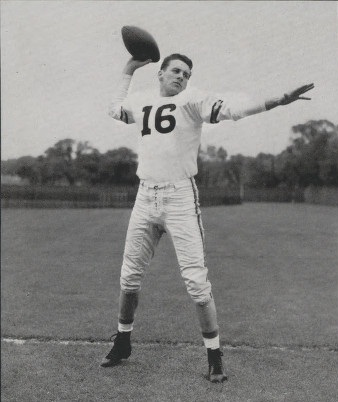
Len Dawson, 1962-1975

| Stagione                    | Quarterback                                                                                 | Note                               |
| Kansas City Chiefs dal 1963 | Kansas City Chiefs dal 1963                                                                 | Kansas City Chiefs dal 1963        |
| --------------------------- | ------------------------------------------------------------------------------------------- | ---------------------------------- |
| 2022                        | Patrick Mahomes (17)                                                                        | [ 1 ]                              |
| 2021                        | Patrick Mahomes (17)                                                                        | [ 2 ]                              |
| 2020                        | Patrick Mahomes (15) / Chad Henne (1)                                                       | [ 3 ]                              |
| 2019                        | Patrick Mahomes (14) / Matt Moore (2)                                                       | [ 4 ]                              |
| 2018                        | Patrick Mahomes (16)                                                                        | [ 5 ]                              |
| 2017                        | Alex Smith (15) / Patrick Mahomes (1)                                                       | [ 6 ]                              |
| 2016                        | Alex Smith (15) / Nick Foles (1)                                                            | [ 7 ]                              |
| 2015                        | Alex Smith (16)                                                                             | [ 8 ]                              |
| 2014                        | Alex Smith (16)                                                                             | [ 9 ]                              |
| 2013                        | Alex Smith (15) / Chase Daniel (1)                                                          | [ 10 ]                             |
| 2012                        | Matt Cassel (8) / Brady Quinn (8)                                                           | [ 11 ]                             |
| 2011                        | Matt Cassel (9) / Tyler Palko (4) / Kyle Orton (3)                                          | [ 12 ]                             |
| 2010                        | Matt Cassel (15) / Brodie Croyle (1)                                                        | [ 13 ]                             |
| 2009                        | Matt Cassel (15) / Brodie Croyle (1)                                                        | [ 14 ]                             |
| 2008                        | Brodie Croyle (3) / Tyler Thigpen (11) / Damon Huard (2)                                    | [ 15 ] [ 16 ]                      |
| 2007                        | Brodie Croyle (10) / Damon Huard (6)                                                        | [ 17 ] [ 18 ]                      |
| 2006                        | Trent Green (8) / Damon Huard (8)                                                           | [ 19 ] [ 20 ]                      |
| 2005                        | Trent Green (16)                                                                            | [ 21 ]                             |
| 2004                        | Trent Green (16)                                                                            | [ 22 ]                             |
| 2003                        | Trent Green (16)                                                                            | [ 23 ]                             |
| 2002                        | Trent Green (16)                                                                            | [ 24 ]                             |
| 2001                        | Trent Green (16)                                                                            | [ 25 ] [ 26 ]                      |
| 2000                        | Elvis Grbac (15) / Warren Moon (1)                                                          | [ 27 ] [ 28 ] [ 29 ]               |
| 1999                        | Elvis Grbac (16)                                                                            | [ 30 ]                             |
| 1998                        | Rich Gannon (10) / Elvis Grbac (6)                                                          | [ 31 ]                             |
| 1997                        | Elvis Grbac (10) / Rich Gannon (6)                                                          | [ 27 ] [ 32 ] [ 33 ]               |
| 1996                        | Steve Bono (13) / Rich Gannon (3)                                                           | [ 27 ] [ 34 ] [ 35 ]               |
| 1995                        | Steve Bono (16)                                                                             | [ 36 ]                             |
| 1994                        | Joe Montana (14) / Steve Bono (2)                                                           | [ 27 ] [ 37 ] [ 38 ]               |
| 1993                        | Joe Montana (11) / Dave Krieg (5)                                                           | [ 27 ] [ 39 ] [ 40 ]               |
| 1992                        | Dave Krieg (16)                                                                             | [ 27 ] [ 41 ] [ 42 ]               |
| 1991                        | Steve DeBerg (15) / Mark Vlasic (1)                                                         | [ 27 ] [ 43 ] [ 44 ]               |
| 1990                        | Steve DeBerg (16)                                                                           | [ 45 ]                             |
| 1989                        | Steve DeBerg (10) / Ron Jaworski (3) / Steve Pelluer (3)                                    | [ 27 ] [ 46 ] [ 47 ] [ 48 ]        |
| 1988                        | Steve DeBerg (11) / Bill Kenney (5)                                                         | [ 27 ] [ 49 ] [ 50 ]               |
| 1987                        | Bill Kenney (8) / Todd Blackledge (2) / Matt Stevens (2) Frank Seurer (2) / Doug Hudson (1) | [ 27 ] [ 51 ] [ 52 ] [ 53 ] [ 54 ] |
| 1986                        | Bill Kenney (8) / Todd Blackledge (8)                                                       | [ 55 ]                             |
| 1985                        | Todd Blackledge (6) / Bill Kenney (10)                                                      | [ 56 ]                             |
| 1984                        | Todd Blackledge (8) / Bill Kenney (8)                                                       | [ 27 ] [ 57 ] [ 58 ]               |
| 1983                        | Bill Kenney (16)                                                                            | [ 59 ]                             |
| 1982                        | Bill Kenney (6) / Steve Fuller (3)                                                          | [ 60 ]                             |
| 1981                        | Bill Kenney (13) / Steve Fuller (3)                                                         | [ 61 ]                             |
| 1980                        | Steve Fuller (13) / Bill Kenney (3)                                                         | [ 27 ] [ 62 ] [ 63 ]               |
| 1979                        | Steve Fuller (12) / Mike Livingston (4)                                                     | [ 27 ] [ 64 ] [ 65 ]               |
| 1978                        | Mike Livingston (14) / Tony Adams (2)                                                       | [ 66 ]                             |
| 1977                        | Mike Livingston (11) / Tony Adams (3)                                                       | [ 67 ] [ 68 ]                      |
| 1976                        | Mike Livingston (14)                                                                        | [ 69 ]                             |
| 1975                        | Mike Livingston (7) / Len Dawson (5) / Tony Adams (2)                                       | [ 27 ] [ 70 ]                      |
| 1974                        | Len Dawson (8) / Mike Livingston (6)                                                        | [ 71 ]                             |
| 1973                        | Mike Livingston (8) / Len Dawson (6)                                                        | [ 72 ]                             |
| 1972                        | Len Dawson (12) / Mike Livingston (2)                                                       | [ 73 ]                             |
| 1971                        | Len Dawson (13) / Mike Livingston (1)                                                       | [ 74 ]                             |
| 1970                        | Len Dawson (12) / Mike Livingston (2)                                                       | [ 75 ]                             |
| 1969                        | Len Dawson (7) / Jacky Lee (1) / Mike Livingston (6)                                        | [ 76 ] [ 77 ]                      |
| 1968                        | Len Dawson (13) / Jacky Lee (1)                                                             | [ 78 ] [ 79 ]                      |
| 1967                        | Len Dawson (14)                                                                             | [ 80 ]                             |
| 1966                        | Len Dawson (14)                                                                             | [ 81 ]                             |
| 1965                        | Len Dawson (12) / Pete Beathard (2)                                                         | [ 82 ] [ 83 ]                      |
| 1964                        | Len Dawson (14)                                                                             | [ 84 ]                             |
| 1963                        | Len Dawson (13) / Eddie Wilson (1)                                                          | [ 85 ] [ 86 ]                      |
| Dallas Texans 1960-1962     |                                                                                             |                                    |
| 1962                        | Len Dawson (14)                                                                             | [ 87 ] [ 88 ]                      |
| 1961                        | Cotton Davidson (12) / Randy Duncan (2)                                                     | [ 89 ] [ 90 ]                      |
| 1960                        | Cotton Davidson (13) / Hunter Enis (1)                                                      | [ 91 ] [ 92 ] [ 93 ]               |